# Danbury (Nebraska)
Pour les articles homonymes, voir Danbury.
Danbury est un village du comté de Red Willow, dans l'État du Nebraska, aux États-Unis. En 2020, il comptait une population de 80 habitants.